# Klaudiusz Urban
Klaudiusz Urban (ur. 2 listopada 1968 w Poznaniu) – polski szachista, mistrz międzynarodowy od 1991 roku.

## Kariera szachowa
W 1987 r. zdobył we wsi Miętne brązowy medal mistrzostw Polski juniorów do 19 lat, natomiast w 1989 r. zdobył w Leszczynach tytuł młodzieżowego wicemistrza Polski. Wielokrotnie startował w finałach indywidualnych mistrzostw Polski. W bardzo udanym debiucie w 1991 roku zdobył tytuł wicemistrza, natomiast w 1996 roku - tytuł mistrza kraju. Uczestniczył w trzech olimpiadach szachowych (w latach 1992, 1996 i 1998) na pozycji drugiego rezerwowego, będąc za każdym razem silnym punktem drużyny. Ogółem na olimpiadach rozegrał 26 partii (wynik procentowy 67,3%). Dwukrotnie (1992, 1997) reprezentował Polskę w drużynowych mistrzostwach Europy. Jest również dwukrotnym medalistą mistrzostw Polski w szachach błyskawicznych: srebrnym (Żnin 2000) oraz brązowym (Łuków 1996).
W 2001 r. podzielił I miejsce w otwartym turnieju w Policach. W 2003 r. zajął II miejsce w Poznaniu oraz podzielił I miejsce w Kołobrzegu. Rok później ponownie podzielił I miejsca w Kołobrzegu oraz Policach. W 2004 r. po raz kolejny podzielił I miejsce w Kołobrzegu, natomiast w 2005 r. – w Policach. W 2009 r. podzielił I m. w memoriale Józefa Kochana w Koszalinie (wspólnie z Wadymem Szyszkinem, Mirosławem Grabarczykiem i Marcelem Kanarkiem), natomiast w 2011 r. zajął II m. (za Wojciechem Morandą) w Poznaniu.
Reprezentuje klub "Pocztowiec" Poznań. W barwach tego klubu zdobył 3 medale drużynowych mistrzostw Polski (złoty – 1988, brązowe – 1998, 2001) oraz 6 medali drużynowych mistrzostw Polski w szachach błyskawicznych (złote – 1994, 1996, srebrne – 1997, 2000, brązowe – 1998, 2007).
Najwyższy ranking w dotychczasowej karierze osiągnął 1 października 2004 r., z wynikiem 2520 punktów dzielił wówczas 12. miejsce (wspólnie z Pawłem Blehmem) wśród polskich szachistów.